# Rolls-Royce Griffon

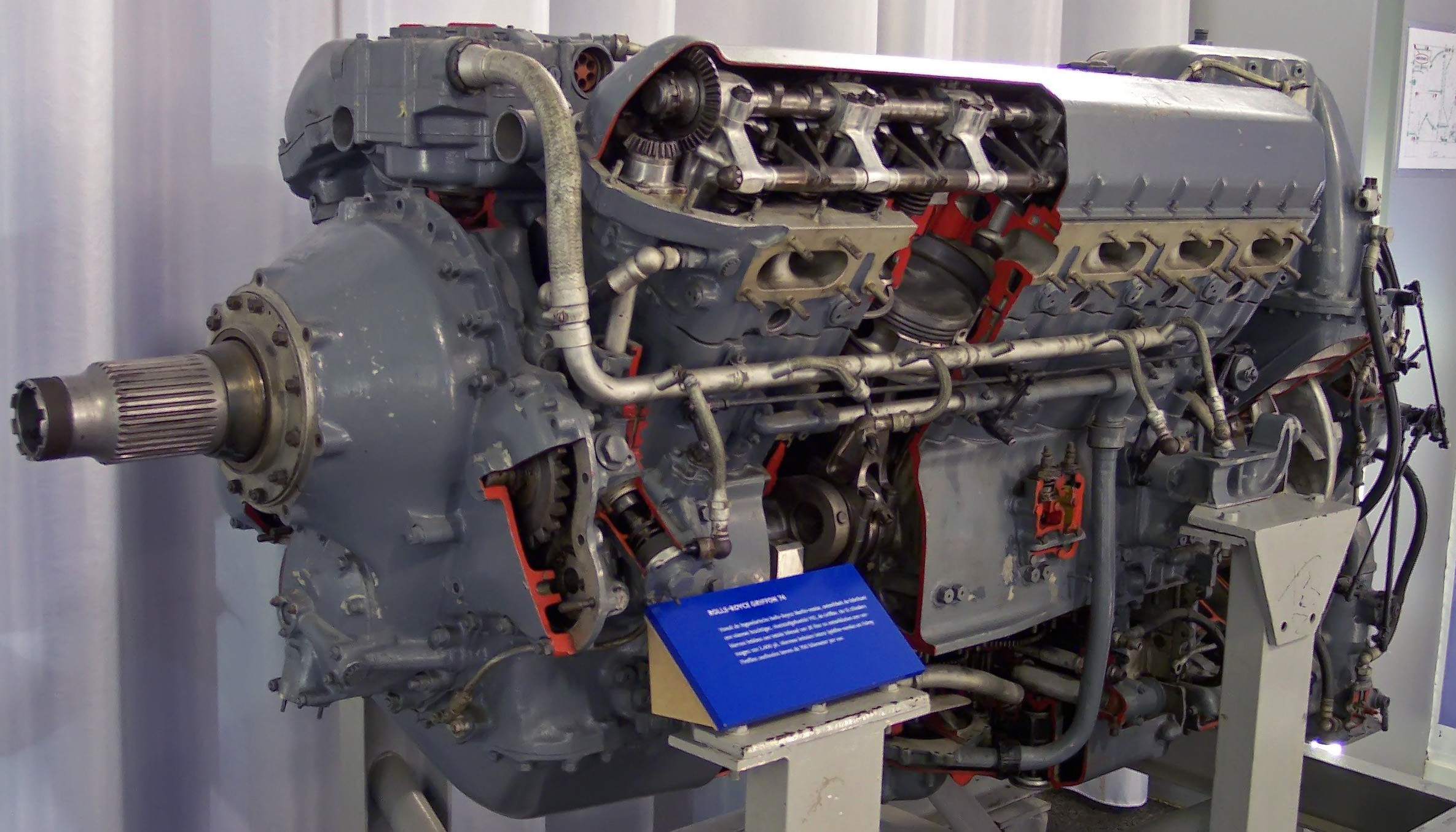
Rolls-Royce Griffon

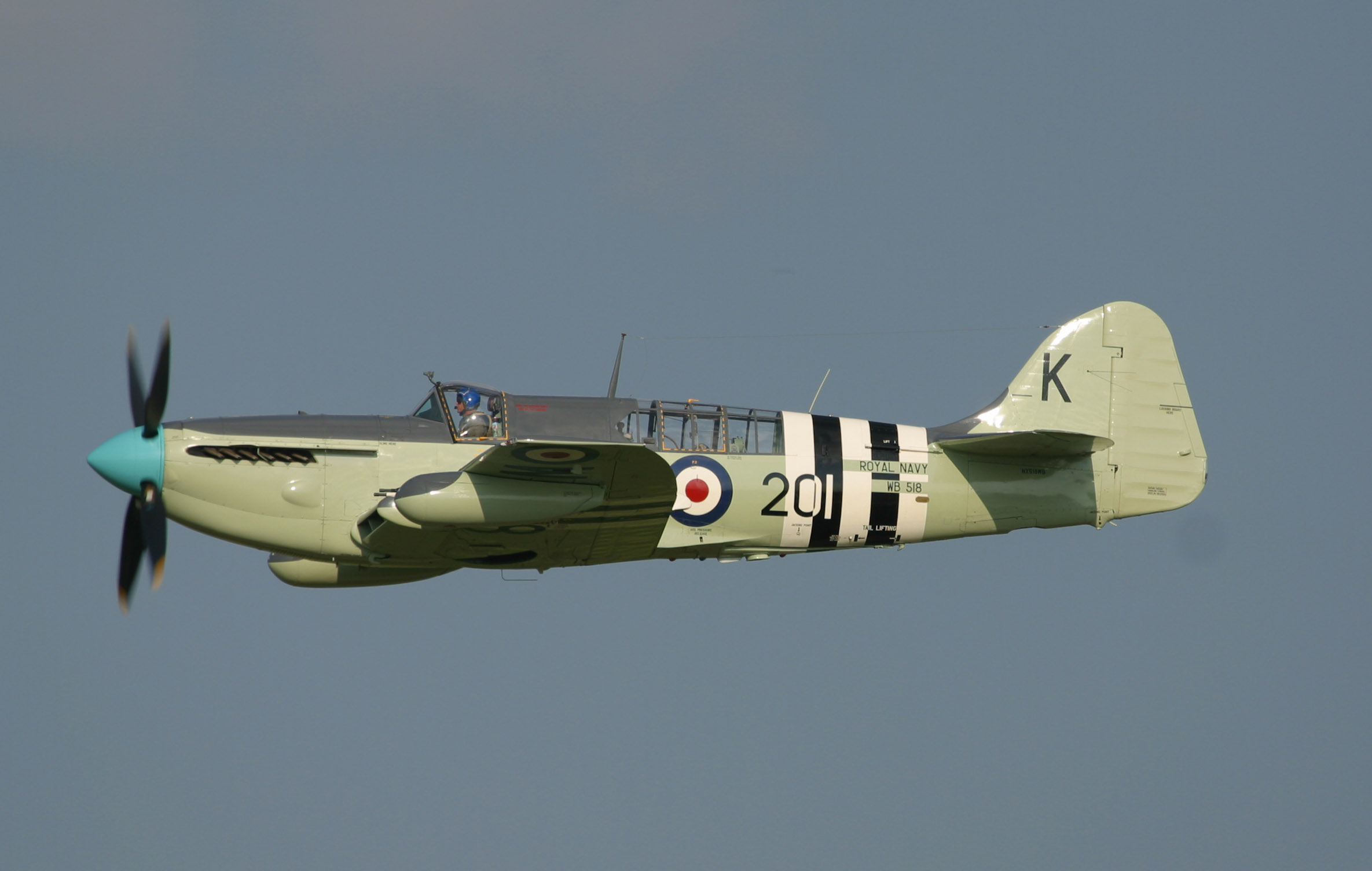
Fairey Firefly

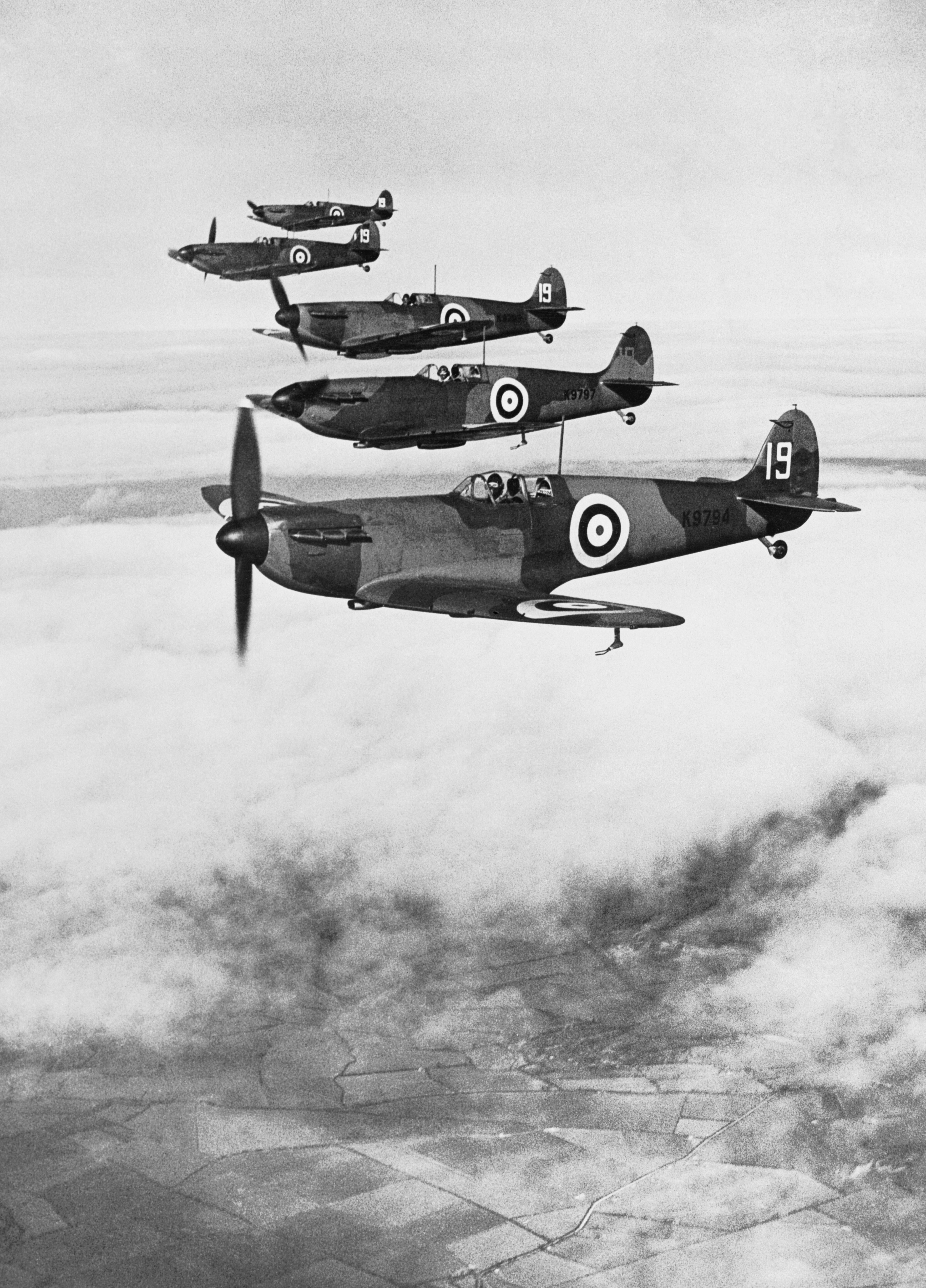
Spitfire

De Rolls-Royce Griffon was een 2240 in³ (36,75 liter), 60-graden V-12 vliegtuigmotor die ontwikkeld werd uit de eerdere Rolls-Royce R, een racemotor die werd gebruikt in de Schneider Trophy.
De Griffon werd net voor de Tweede Wereldoorlog ontwikkeld en was oorspronkelijk bestemd voor vliegtuigen die op minder grote hoogte vlogen, zoals voor marinevliegtuigen als de Fairey Firefly. Echter werd het voorstel dat de Griffon ook in de Spitfire zou passen gedaan toen Joe Smith het roer overnam van de hoofdontwikkelaar bij Supermarine, R. J. Mitchell, na diens dood in juni 1937. In eerste instantie werd het werk aan de motor door Rolls-Royce korte tijd gestaakt om zich te concentreren op de kleinere Merlin (1.649 in³ (27 l).
Toen de verdere ontwikkeling van de Griffon werd hervat, werd besloten dat de motor moest gaan passen in een Spitfire. Het eerste voorbeeld hiervan was een enkele Spitfire Mk.IV, DP845, op 27 november 1941.

## Varianten
De Griffon was een left-hand tractor, dat wil zeggen dat de propeller linksom draaide van achteren gezien.
- Griffon II - 1730 pk (1290 kW) op 750 voet (ft) (230 m) en 1490 pk (1.110 kW) op 14.000 ft (4270 m); gebruikt in de Fairey Firefly Mk.I gevechtsvliegtuig
- Griffon VI - vergrote maximale boost pressure, 1850 pk (1380 kW) op 2000 ft (610 m); gebruikt in de Supermarine Spitfire-Seafire Mk.XV en Mk.XVII
- Griffon 57 - 1960 pk (1460 kW); gebruikt in de Avro Shackleton
- Griffon 61 - met ingebouwde two-speed two-stage supercharger met intercooler vergelijkbaar met dat van een Merlin 61; 2035 pk (1520 kW) op 7000 ft (2135 m) en 1820 pk (1360 kW) op 21.000 ft (6400 m); gebruikt in de Spitfire Mk.21
- Griffon 65 - vergelijkbaar met de Griffon 61 met een andere propeller reductieversnelling; gebruikt in de Spitfire Mk.XIV
- Griffon 72 - vergrote maximale boost pressure om gebruik te maken van brandstof met het octaangetal 150; 2245 pk (1675 kW) op 9250 ft (2820 m)
- Griffon 74 - versie van de Griffon 72 met injectiemotor; gebruikt in de Firefly Mk.IV
- Griffon 83 - aangepast om te gebruiken met propellers die tegengesteld ronddraaien; 2340 pk (1745 kW) op 750 ft (230 m) en 2100 pk (1565 kW) op 12.250 ft (3740 m)
- Griffon 85 - 2375 pk (1770 kW); gebruikt in de Supermarine Spiteful Mk.XIV
- Griffon 89 - 2350 pk (1755 kW); gebruikt in de Spiteful Mk.XV
- Griffon 101 - 2420 pk (1805 kW); gebruikt in de Spiteful Mk.XVI

## Trivia
Tegenwoordig wordt de Griffon veel gebruikt in de Tractorpulling. Met name in de "Modified" en "Unlimited" klassen, ook wel vrije klasse genoemd. 